# スカンディヤ
スカンディヤ（SCANDIA）は、神奈川県横浜市中区海岸通にある有限会社スカンデイヤが運営するレストランで、おもにデンマーク料理を提供する北欧料理店である。スカンジナビア政府観光局は、「日本でスカンジナビア」を味わえる場所のひとつとして、このレストランを紹介している。
1963年に、浜田八重子がデンマーク人の夫とともに開店し、ヘルベルト・フォン・カラヤンや、美空ひばり、井上陽水ら、数多くの著名人が足を運んできたことで知られる。特に、松任谷由実はこの店にしばしば足を運んでおり、松任谷正隆との結婚に先立って両者の親が対面した場所であったとされている。
スカンディヤは、大さん橋の入り口にあたる交差点の角にある、1929年竣工で、戦後は進駐軍に接収されていた横浜貿易協会ビルの1階と2階の一部を占めており、シルクセンターや横浜開港資料館と道路を挟んで対面する位置にある。
オーナーの浜田八重子は、このレストランの経営に加え、1987年以来厚木市に知的障害者施設を経営していることなどが評価され、2008年に第20回ヨコハマ遊大賞を受賞した。